# Kai-Fabian Schulz
Kai-Fabian Schulz (* 12. März 1990 in Neumünster) ist ein deutscher Fußballspieler.

## Laufbahn

### Vereine
Schulz spielte bis 2003 in der Jugend des FC St. Pauli und anschließend in den Nachwuchsmannschaften des Hamburger SV. Er wurde bereits als 18-jähriger A-Junioren-Spieler in der Saison 2008/09 für die U-23-Vertretung des HSV in der Regionalliga Nord eingesetzt. Trainer Karsten Bäron wechselte den Abwehrspieler am 5. Spieltag im Heimspiel gegen Magdeburg (0:1) erstmals ein. Bäron wurde im Dezember 2008 vom vormaligen U-19-Betreuer Rodolfo Cardoso abgelöst; unter ihm zählte Schulz zur Stammbesetzung des HSV II, der die Runde im unteren Mittelfeld abschloss. Schulz absolvierte 23 Spiele und erzielte beim Lokalderby bei Altona 93 ein Tor. Zur darauf folgenden Spielzeit 2009/10 erhielt Schulz einen Profivertrag, kam aber in der Bundesligaelf nicht zum Einsatz. Im Regionalligateam war er weiterhin Stammspieler in der Innenverteidigung und kam auf weitere 24 Regionalligaspiele (ein Tor).
Im Sommer 2010 wurde er für ein Jahr an den Zweitligisten FSV Frankfurt ausgeliehen. Dort spielte Schulz zunächst ebenfalls nur im U-23-Team in der Regionalliga Süd. Am 10. Spieltag kam er zu seinem ersten Einsatz in der 2. Liga, als Trainer Hans-Jürgen Boysen ihn im Heimspiel gegen den SC Paderborn als Ersatz für den verletzten Innenverteidiger Marc Heitmeier von Beginn an aufbot.
In der Sommerpause 2011 wechselte Schulz zum FC Carl Zeiss Jena, wo er einen Einjahresvertrag unterzeichnete. Mit Jena stieg er in der Saison 2011/12 aus der 3. Liga ab. Nach dem Abstieg band er sich am 6. Juni 2012 mit einem Einjahresvertrag an den SV Babelsberg 03. Nach lediglich zwei Kurzeinsätzen für Babelsberg wechselte er jedoch in der Winterpause 2012/2013 zum Regionalligisten Goslarer SC 08. Dort spielte 56 Mal in der Regionalliga und erzielte sechs Tore.
Nachdem sein Vertrag ausgelaufen war, wechselte Schulz zur Saison 2015/16 in die Regionalliga Nordost zum Aufsteiger FC Schönberg 95.
Zur Saison 2016/17 wechselte Schulz in die fünftklassige Schleswig-Holstein-Liga zum SV Todesfelde. Mit den Todesfeldern wurde er 2020, 2022 und 2024 Meister der Oberliga Schleswig-Holstein (Name seit 2017). Nachdem man 2020 nicht für die Regionalliga Nord gemeldet hatte und 2022 in der Aufstiegsrunde gescheitert war, gelang 2024 in der Aufstiegsrunde der Sprung in die Viertklassigkeit. Zudem gewann er mit dem Verein 2020 den Landespokal, was die erstmalige Qualifikation für den DFB-Pokal bedeutete.

### Nationalmannschaft
Schulz zählte 2007 zum deutschen Kader der U-17-Nationalmannschaft, nahm aber nicht an der Endrunde der U-17-WM in Südkorea teil. Im Herbst 2009 gehörte Schulz der deutschen U-20-Nationalmannschaft bei der Junioren-WM in Ägypten an und wurde von Horst Hrubesch beim Gruppenspiel gegen Kamerun (3:0) einmal eingesetzt.

## Erfolge
- Aufstieg in die Regionalliga Nord: 2024
- Meister der Oberliga Schleswig-Holstein (3): 2020, 2022, 2024
- Schleswig-holsteinischer Landespokalsieger: 2020
- Thüringer Landespokalsieger: 2012